# Yasunari Kitaura
Yasunari Kitaura (Tòquio, 25 de maig de 1937 - Madrid, 29 març de 2023) va ser un historiador de l'art i mestre d'aikido, introductor d'aquesta disciplina a Espanya.
Llicenciat a la Universitat de Waseda i Doctor en Història de l'Art per la Universitat Complutense de Madrid amb la tesi El sistema imaginativo de El Greco. Destacat expert en el renaixement europeu, va residir a Espanya des de 1967, va ser elegit eventualment membre de la Reial Acadèmia de Belles Arts de San Fernando, a més de publicar diversos llibres sobre la història de l'art europeu. Així mateix, va ser l'introductor de l'aikido a l'estat espanyol i va ser professor i 8è Dan, que li va atorgar l'Aikikai Hombu Dojo, representant Shihan d'Aikikai a Espanya a través de l'Associació Cultural d'Aikido a Espanya (ACAE) que havia fundat ell mateix.

## Obres publicades
- Kitaura, Yasunari. El Greco: génesis de su obra (en castellà).  Consejo Superior de Investigaciones Científicas, CSIC, 2003. ISBN 84-00-08160-9.
- Kitaura, Yasunari. La plenitud del vacío (en castellà).  Compañía Literaria, 1999. ISBN 84-8213-064-1.
- Kitaura, Yasunari. Historia del arte de China (en castellà).  Cátedra, 1991. ISBN 84-376-0992-5.